# Вон, Джои
Джои Вон (англ. Joey Wong, иер. упр. 王祖賢; род. 31 января 1967, Тайбэй) — гонконгская актриса и певица. 

## Биография
Вон родилась и выросла в Тайбэе, где окончила среднюю школу. С детства занималась баскетболом. В Юности принимала участие в телевизионной рекламе спортивной обуви, которая привлекла внимание кинопродюсера. Он пригласил Вон сняться в фильме «На берегу озера в этом году будет очень холодно». Её игру заметил продюсер Моны Фонг из Shaw Brothers, которая пригласила Вон приехать в Гонконг. С тех пор началась её карьера в гонконгском кинематографе. 
В 1987 году Вон снялась в картине «Китайская история о призраках», которая принесла ей всеобщую любовь и признание. За эту роль она получила номинацию на 7-й Гонконгской кинопремии. В последующие годы актриса продолжила сниматься в фильмах, где играла похожих персонажей: «Китайская история призраков 2», «Китайская история призраков 3», «Легенда о лисе», «Раскрашенная кожа», «Вечная битва» и другие.
В 1992 году она дебютировала как певица с синглом на японском и китайском языках "Hold You In My Arms Forever". 
В 1994 после скандала, разгоревшегося, когда её роман с женатым мужчиной стал достоянием «жёлтой прессы», Вон ушла из шоу-бизнеса. Она вернулась на киноэкраны через 3 года, сыграв в японском фильме «Пекинский человек».
В сентябре 2005 года, когда вышел фильм «Шанхайская история», она в очередной раз объявила о своём официальном уходе из киноиндустрии. В настоящее время Вон проживает в Ванкувере.

## Награды и номинации
| Год  | Премия                    | Фильм                         | Категория      | Результат |
| ---- | ------------------------- | ----------------------------- | -------------- | --------- |
| 1987 | Гонконгская кинопремия    | Китайская история призраков   | Лучшая актриса | Номинация |
| 1992 | Кинофестиваль в Сиджесе   | Китайская история призраков 3 | Лучшая актриса | Победа    |
| 2002 | Премия "Золотая Баухиния" | Пионовая беседка              | Лучшая актриса | Номинация |

## Избранная фильмография
| Год  |   | Русское название                     | Оригинальное название                 | Роль                       |
| ---- | - | ------------------------------------ | ------------------------------------- | -------------------------- |
| 2004 | ф | Шанхайская история                   | Meili Shanghai                        |                            |
| 2001 | ф | Пионовая беседка                     | You yuan jing meng                    | Жун Лань                   |
| 1993 | ф | Бабочка и меч                        | San lau sing wu dip gim               | Бабочка                    |
| 1993 | ф | Зелёная Змея                         | Ching se                              | Бай Суджен, Белая змея     |
| 1993 | ф | Герои, стреляющие по орлам           | Se diu ying hung: Dung sing sai jau   | возлюбленная Вана          |
| 1993 | ф | Фехтовальщик 3                       | Dung Fong Bat Bai: Fung wan joi hei   | Снег                       |
| 1993 | ф | Все мужчины — братья: Кровь леопарда | Shui hu zhuan zhi ying xiong ben se   | жена Лина                  |
| 1992 | ф | Городской охотник                    | Sing si lip yan                       | Макимура Каори             |
| 1992 | ф | Раскрашенная кожа                    | Hua pi zhi: Yin yang fa wang          | Ю Фенг                     |
| 1992 | ф | Магнат казино 2                      | Dou sing dai hang II: Ji juen mou dik | Вивиан Чанг                |
| 1992 | ф | Принц Темпл-стрит                    | Miu Gai Sap Yee Siu                   | Тереса                     |
| 1992 | ф | Магнат казино                        | Do sing daai hang: San go chuen kei   | Вивиан Чанг Ло-Эр          |
| 1991 | ф | Вечеринка многочисленной семьи       | Ho moon yeh yin                       | Мёд                        |
| 1991 | ф | Китайская история призраков 3        | Sin nui yau wan III: Do do do         | Лип Сяо Цинь               |
| 1991 | ф | Возврата нет                         | Yi chu ji fa                          | Джули Као                  |
| 1991 | ф | Красные и черные                     | Gui gan bu                            | Ли Юй-Пин                  |
| 1991 | ф | Крёстный отец Гонконга               | Chung gik tin ji moon sang            | Мисс Леунг                 |
| 1991 | ф | Китайская легенда                    | Zhui ri                               | Ку Мун-шер                 |
| 1991 | ф | Вечная битва                         | Tian di xuan men                      | Джиджи Вонг / Злая женщина |
| 1990 | ф | Сказочная любовь                     | Mo hua qing                           | Чин-чин                    |
| 1990 | ф | Любовь убийцы                        | Lang man sha shou zi you ren          | "Паула" Эму                |
| 1990 | ф | Китайская история призраков 2        | Sin nui yau wan II                    | Лип Сяо Цинь               |
| 1990 | ф | Око за око                           | Wai ngoh duk juen                     | Вонг Фунг-Йи               |
| 1990 | ф | Кипрские тигры                       | Dong fang lao hu                      | Джоу                       |
| 1990 | ф | Маленькая женщина                    | A ying                                |                            |
| 1990 | ф | Кунг-фу против акробатики            | Ma deng ru lai shen zhang             | Принцесса Венди            |
| 1990 | ф | Тысячелетний демон                   | Chin nin lui yiu                      | Юн Юк-И                    |
| 1989 | ф | Бог игроков                          | Do san                                | Джейн                      |
| 1989 | ф | Моё сердце это та вечная роза        | Sha shou hu die meng                  | Лап                        |
| 1989 | ф | Мистер Кокос                         | Hap ga foon                           | Линг                       |
| 1989 | ф | Сеть обмана                          | Jing hun ji                           | Куини / Кэтрин             |
| 1989 | ф | Шпионские игры                       | Zhong Ri nan bei he                   | Джоуи Вонг                 |
| 1989 | ф | Перерождение Золотого Лотоса         | Pan Jin Lian zhi qian shi jin sheng   | Лотос                      |
| 1989 | ф | Дух любви                            | Fei yue yin yang jie                  |                            |
| 1988 | ф | Пьяные выходки                       | Cheung duen geuk ji luen              | Мэй                        |
| 1988 | ф | Дневник большого человека            | Dai jeung foo yat gei                 | Джоуи                      |
| 1988 | ф | Большое дело                         | Seng fat dak ging                     | Ада                        |
| 1988 | ф | Моя мечта — твоя мечта               | Mung gwo gaai                         | Йик Ман-шинг               |
| 1988 | ф | Закон или справедливость             | Fat jung ching                        | Джои Линг                  |
| 1988 | ф | Так держать, отель!                  | Jin zhuang da jiu dian                | Подсолнух                  |
| 1987 | ф | Портрет нимфы                        | Hua zhong xian                        | Мо Чиу                     |
| 1987 | ф | Китайская история призраков          | Sin nui yau wan                       | Лип Сяо Цинь               |
| 1987 | ф | Человеку свойственно ошибаться       | Biu choa kam                          | Джо Шу                     |
| 1987 | ф | Легенда о золотой жемчужине          | Wai Si-Lei chuen kei                  | Суе Пак                    |
| 1986 | ф | 100 способов убить вашу жену         | Sha qi er ren zu                      | Сяо Сянь                   |
| 1986 | ф | Отзывчивое сердце                    | Yi gai yun tian                       | Квон Сан                   |
| 1986 | ф | Последняя песня в Париже             | Ou ran                                | Юлия                       |
| 1986 | ф | Где офицер Туба?                     | Pi li da la ba                        | Джоана                     |
| 1985 | ф | Спортсмены                           | Da gung wong dai                      | Эми                        |
| 1985 | ф | Давай посмеёмся 2                    | Joi gin chat yat ching                | Джой                       |
| 1985 | ф | Как выбрать императорскую невесту    | Tian guan ci fu                       | Налан Цюн Яо               |
| 1983 | ф | Фея озера                            | Jin nian hu pan hui hen leng          | Чан Чжо-Пин                |